# مكتب المستقبل
يعود تاريخ مفهوم مكتب المستقبل إلى الأربعينيات. والذي يُعرف أيضًا باسم «المكتب اللاورقي».
((مكتب المستقبل: يقصد به مكتب الأجهزة المتطورة والحديثة اللتي لا يصعب على الشخص ان يتعب في العمل مثل قبل لوصول المعلومات والنشرات بسهولة وسرعة.

## مكتب ميمكس والآلات ذات الصلة
كان أول مكتب عملي لمفهوم المستقبل هو سلسلة الآلات التي تم تقديمها في مجلة لايف في سبتمبر عام 1945. عينت المجلة رسام من شركة سبيري راند، ألفريد دي كريمي، لعمل رسومات للمفاهيم التي قدمها فانيفار بوش قبل بضعة أشهر في مجلة ذا أتلانتيك تحت عنوان «كما قد نفكر».
غالبًا ما يتم الاستشهاد بمقالة ميمكس في مجلة ذا أتلانتيك ونصها الأطول الذي يفصّل اقتراح نظام الارتباطات التشعبية القائمة على الميكروفيلم والتي يمكن اعتبارها مقدمة لشبكة الإنترنت. «ستظهر أشكال جديدة كليًا من الموسوعات العلمية، جاهزة مع شبكة من المسارات الترابطية التي تمر عبرها.» تميل هذه التنويهات إلى غض النظر عن التنظيم الهائل الذي كان يحتاجه لإرسال كل بكرات الميكروفيلم بين العلماء، وفي النهاية بين أي عامل معرفي من أجل جعل النظام يعمل. وتميل كذلك إلى أن ميمكس كان نظامًا كاملاً، لا يتألف من مكتب ضخم يحتوي على معدات الارتباط التشعبي ومكتبة للميكروفيلم فقط، ولكن أيضاً من آلة كاتبة مفعلة بالكلام (قادرة أيضًا على تركيب الكلام من نص ورقي عادي) وغيرها من الملحقات. وأيضاً عن صعوبة جعل كميات كبيرة من المواد المطبوعة قابلة للقراءة بواسطة الآلة من خلال التعرف الضوئي على الرموز.
من الجدير بالذكر أن العديد من تنبؤات بوش قد أصبحت الآن حقيقة: الكاميرا القابلة للارتداء («سايكلوبس»)، وزيروجرافي («التصوير الجاف»)، و «تحويل الكلام إلى نص» («مشفر صوتي»)، وأجهزة الكمبيوتر («آلات التفكير»).فقط الميكروفيلم أصبح قديمًا، وأصبح جهاز «ميمكس» الذي كان بحجم المكتب الآن جهازًا صغيرًا مثل الهاتف الذكي أو الجهاز اللوحي.

## مفهوم سجل دينابوك
تم تقديم العديد من المفاهيم لأنظمة الكمبيوتر المستقبلية في الستينيات والسبعينيات من القرن الماضي، ولكن لم يلمس أي منها العمل المكتبي أو كان له هذا التأثير الدائم مثل ميمكس.على سبيل المثال، فكرة دينابوك (التي قدمها ألان كاي وشركة بارك) حاسوب شخصي محمول يشبه لوح يمكن استخدامه في المكتب ولكنه كان في الواقع أداة استكشاف شخصية، وكان يعني المزيد من الرسم الفني وتأليف الموسيقى أو ابتكار خوارزميات جديدة بدلاً من كتابة خطاب عمل.

## نموذج فيديو ستارفاير
قدمت شركة صن مايكروسيستمز مكتبًا كاملاً لمفهوم المستقبل عندما عرضت نموذج فيديو ستارفيرالأولي الخاص بها للجمهور في عام 1994.ومثل نظام ميمكس، تم وصف نموذج ستارفاير الأولي على أنه توقع ولادة شبكة الويب العالمية. في حين أنه من الصحيح أننا نرى البطلة «تنقل» ما يصفه المتحدث بأنه «مساحة معلومات واسعة» إلا أن هذا يستغرق بضع ثوانٍ في بداية فيديو ستارفاير الذي يبلغ 15 دقيقة.
إن نموذج «ستارفاير» هو أكثر بكثير من مجرد آلة للتنقل عبر الشبكة. يُظهر فيديو «ستارفاير» في بقية الـ 15 دقيقة مجموعة كبيرة من مفاهيم الأجهزة والبرامج مثل واجهة إيمائية، والتكامل التام مع الاتصالات الهاتفية العامة وغيرها من الابتكارات. مثل نظام ميمكس، يحتوي نموذج «ستارفاير» على مكتب كبير وضخم كميزة مركزية، ويقترح أجهزة متوافقة مكملة للكتب، مثل حاسوب محمول مع لوحة مفاتيح متداخلة ومؤتمرات فيديو متقدمة. كان بروس توجناتسيني المحرك الرئيسي للمشروع، بالتعاون مع العديد من خريجي شركة صن الآخرين بما في ذلك جاكوب نيلسن، ومساعدة المستشارين الخارجيين.

## نماذج مايكروسوفت والمؤسسة الدولية للحاسبات الآلية (آي بي إم)
جاءت أحدث رؤيتين متكاملتين للمكتب الرقمي للمستقبل من مايكروسوفت والمؤسسة الدولية للحاسبات الآلية. بطريقة ما هم في معارضة مثيرة للاهتمام. تبدو شاشة (#D) وبرنامجها «برودبينش» بمثابة مساحة عمل يحلم بها عالم المعلومات، مما يخون علوم الحاسوب أو ثقافة مطوري البرامج السائدة في مايكروسوفت. يبدو نموذج «برودبينش» الأولي وكأنه البيئة المثالية لمندوب مبيعات المؤسسة الدولية للحاسبات الآلية الشاب الطموح، وبالتالي يخون الثقافة المتمحورة حول مندوبي المبيعات السائدة داخل المؤسسة الدولية للحاسبات الآلية.
تدور «برودبينش» حول مستخدم واحد، مما يجعل العمل التعاوني الجسدي صعبًا. يساعد المنحنى اللطيف على تعزيز التركيز، في حين أن حجمه الهائل يجعله غير مناسب للمقصورة النموذجية ومثاليًا لمكتب صغير مغلق، مثل المكتب الذي يمتلكه كل مطور برامج في مايكروسوفت.
إن النموذج الأولي لبرنامج «للفضاء الأزرق» مليءٌ بالتحسينات التي تهدف إلى الإدارة والتحكم في تدفق الاضطرابات القادمة إلى المستخدم ولكن ليس لإيقافها تمامًا أو تثبيطها بأي طريقة نهائية. جميع العناصر صغيرة بما يكفي لتناسب حجرة نموذجية أو حتى أصغر من المعتاد. بينما تحيط الشاشات والأجهزة الأخرى بالمستخدم، فإن تلك النماذج مرنة بما يكفي للسماح بالعمل الجماعي المادي بين اثنين أو ثلاثة مستخدمين آخرين في المكان.
كلا النموذجين يتطلبان قدرًا كبيرًا من العمل ليتكيفا مع ما يعتبره معظم المدراء أو المحترفين مكتبًا «حقيقياً»، وهو مكتب الركيزة، والذي يقع في مكتب مغلق. قد يحتاجون أيضاً إلى إعادة تفكير وعمل حتى يتم تكييفهم مع أنواع المكاتب الموجودة في المكاتب المنزلية أو مكاتب الأعمال الصغيرة، مثل مكتب الدولاب.
تعمل الفرق في أبحاث المؤسسة الدولية للحاسبات الآلية (IBM) وأبحاث مايكروسوفت حاليًا على إتقان هذه النماذج الأولية.

## الفن والجمال
قدم متحف الفن الحديث في مدينة نيويورك في بداية عام 2001 معرضًا لمدة ثلاثة أشهر بعنوان «مجالات العمل» والذي بحث في دور المصممين الصناعيين في إنشاء ما كان من المفترض به أن يكون حلولًا فعالة وجمالية لتقديمها ومسائل البيئة المكتبية المستقبلية.
من بين 151 موضوع أو مجموعة معروضة، كان هناك 6 أعمال تم تفويضها خصيصًا للمعرض من شركات التصميم الصناعي ذات الخبرة مثل آي دي أي أو. في حين أن بعض الأعمال كانت لها جوانب عملية، فقد تم اختيارها جميعًا لتأثيرها الفني. تم إنتاج بيان مصور كامل للمعرض وإنشاء موقع خاص على الإنترنت بواجهة فنية مميزة خاصة به.
«مكتب المستقبل» هو أيضًا اسم مشروع بحثي مستمر (مقره في قسم علوم الحاسوب، جامعة نورث كارولينا في تشابل هيل) والذي بدأ بين اتحاد جامعات برعاية مؤسسة العلوم الوطنية.

## روابط خارجية
- موقع معرض متحف مجالات عمل الفن الحديث
- مكتب مشروع المستقبل - جامعة نورث كارولينا في تشابل هيل
- سيلين، أبيجيل ج.؛ هاربر وريتشارد هـ. (2001). أسطورة المكتب اللاورقي. مطبعة معهد ماساتشوستس للتكنولوجيا. ISBN:0-262-19464-3.0-262-19464-3

نقد لمفهوم المكتب الخالي من الورق. الحياة الاجتماعية للورق، مراجعة بقلم مالكولم جلادويل.
- الشروع في العمل في مكتب بلا أوراق، سبرينغ سم خالي من الورق سبرينغ سم، شيكاغو، إلينوي الولايات المتحدة الأمريكية، 2007.